# Plestiodon tunganus
Plestiodon tunganus (сичуанський синьохвостий сцинк) — вид сцинкоподібних ящірок родини сцинкових (Scincidae). Ендемік Китаю.

## Поширення і екологія
Сичуанські синьохвості сцинки мешкають в долині річки Дадухе на заході Сичуанської западини. Вони живуть в сухих чагарниках, на висоті від 1250 до 1450 м над рівнем моря.

## Збереження
МСОП класифікує стан збереження цього виду як близький до загрозливого. Plestiodon stimpsonii загрожує знищення природного середовища.